# Kamer van volksvertegenwoordigers (samenstelling 1831-1833)

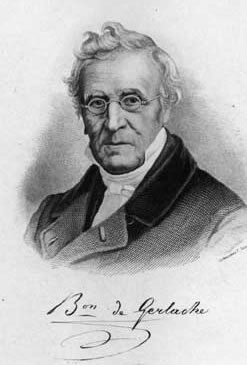
De allereerste Kamervoorzitter de Gerlache

De eerste legislatuur van de Belgische Kamer van volksvertegenwoordigers liep van 8 september 1831 tot 4 april 1833.
Tijdens deze legislatuur waren achtereenvolgens de unionistische regering-De Mûelenaere (26 juli 1831 tot 27 september 1832) en de unionistische regering-Goblet-Lebeau (20 oktober 1832 tot 1 augustus 1834) in functie.

## Verkiezingen
Deze legislatuur volgde uit de verkiezingen van 29 augustus 1831, de allereerste verkiezingen voor de samenstelling van de opgerichte Kamer van volksvertegenwoordigers. Bij deze verkiezingen werden 102 parlementsleden verkozen in alle kieskringen.
Het nationale kiesstelsel was in die periode gebaseerd op cijnskiesrecht, volgens een systeem van een meerderheidsstelsel, gecombineerd met een districtenstelsel. Iedere Belgische man die ouder dan 25 jaar was en een bepaalde hoeveelheid cijns betaalde, kreeg stemrecht. Hierdoor was er een beperkt kiezerskorps. De principes waren vastgelegd in de Grondwet van 1831 en uitgewerkt in de Kieswet van 3 maart 1831.

## Zittingen
In de 1ste zittingsperiode (1831-1833) vonden twee zittingen plaats. Van rechtswege kwamen de Kamers ieder jaar bijeen op de tweede dinsdag van november.
| Zitting                | Opening          | Sluiting         |
| ---------------------- | ---------------- | ---------------- |
| 1ste zitting 1831-1832 | 8 september 1831 | 18 juli 1832     |
| 2de zitting 1832-1833  | 13 november 1832 | 21/28 april 1833 |

De zitting werd verdaagd van 21 april tot 6 mei. Tijdens die verdaging werd de Kamer ontbonden op 28 april.
Normaliter zou de Kamer in 1833 gedeeltelijk vernieuwd worden en zou deze legislatuur nog tot 1835 duren, maar door ontbinding van de Kamer bij koninklijk besluit van 28 april 1833 vonden in mei 1833 algehele verkiezingen plaats.

## Samenstelling
| Begin legislatuur (1831) | Begin legislatuur (1831) | Begin legislatuur (1831) | Einde legislatuur (1833) | Einde legislatuur (1833) | Einde legislatuur (1833) |
| Fractie                  | Fractie                  | Zetels                   | Fractie                  | Fractie                  | Zetels                   |
| ------------------------ | ------------------------ | ------------------------ | ------------------------ | ------------------------ | ------------------------ |
|                          | Liberalen                | 53                       |                          | Katholieken              | 53                       |
|                          | Katholieken              | 49                       |                          | Liberalen                | 49                       |

Wijzigingen in fractiesamenstelling:
- In 1832 namen meerdere parlementsleden ontslag vanwege een benoemingsgolf in de rechterlijke macht. Als gevolg daarvan verloren de liberalen een zetel ten gunste van de katholieken.
- In 1832 neemt de liberaal Louis Jamme ontslag. Zijn opvolger wordt de katholiek Charles Marcellis.
- In 1832 neemt de liberaal Mathieu Leclercq ontslag. Zijn opvolger wordt de katholiek Louis de Laminne.
- In 1833 neemt de liberaal Alphonse de Woelmont d'Opleeuw ontslag. Zijn opvolger wordt de katholiek Etienne de Stenbier de Wideux.

## Lijst van de volksvertegenwoordigers
| Volksvertegenwoordiger                 | Partij    | Kieskring     | Opmerkingen |
| -------------------------------------- | --------- | ------------- | --- |
| Jean Osy                               | Liberaal  | Antwerpen     | |
| Frans Verdussen                        | Katholiek | Antwerpen     | |
| François Ullens                        | Katholiek | Antwerpen     | Vervangt vanaf 13 oktober 1831 Charles de Wael, die beslist om niet te zetelen. |
| Gérard Le Grelle                       | Katholiek | Antwerpen     | |
| François Domis                         | Katholiek | Mechelen      | |
| Philippe-Joseph Boucquéau de Villeraie | Katholiek | Mechelen      | |
| François Polfvliet                     | Liberaal  | Mechelen      | Vervangt vanaf 12 oktober 1831 Gommaire Stalpaert (Katholiek), die beslist om niet te zetelen. |
| Charles Rogier                         | Liberaal  | Turnhout      | |
| Pierre-Jean Denef                      | Katholiek | Turnhout      | |
| Nicolas Rouppe                         | Liberaal  | Brussel       | |
| Ferdinand de Meeûs                     | Liberaal  | Brussel       | Vervangt vanaf 14 november 1832 Charles de Brouckère, die directeur van de Koninklijke Munt van België wordt. De Brouckère verving vanaf 14 oktober 1831 Joseph Lebeau, die volksvertegenwoordiger voor het arrondissement Hoei werd.             |
| Jacques Coghen                         | Liberaal  | Brussel       | |
| Etienne Fortamps                       | Katholiek | Brussel       | Vervangt vanaf 16 november 1832 Balthazar Bourgeois (Liberaal), die raadsheer bij het Hof van Cassatie wordt. Bourgeois was quaestor van 7 oktober 1831 tot 18 juli 1832.                                                                         |
| Félix de Merode                        | Katholiek | Brussel       | |
| Théodore Teichmann                     | Liberaal  | Brussel       | Vervangt vanaf 17 december 1832 de overleden Antoine Barthélémy (Liberaal). Barthélémy was ondervoorzitter tot 10 november 1832. |
| Joseph Vander Belen                    | Katholiek | Brussel       | Vervangt vanaf 16 november 1832 Albert Lefebvre, die raadsheer bij het Hof van Cassatie wordt. Lefebvre was quaestor tot 18 juli 1832. |
| Antoine-François d'Elhoungne           | Liberaal  | Leuven        | |
| Werner de Merode                       | Katholiek | Leuven        | |
| Henri van den Hove                     | Katholiek | Leuven        | |
| Michel Van der Belen                   | Katholiek | Leuven        | |
| Théodore Jonet                         | Liberaal  | Nijvel        | |
| Jean-Baptiste Cols                     | Liberaal  | Nijvel        | |
| Pierre Milcamps                        | Katholiek | Nijvel        | Vervangt vanaf 13 oktober 1831 Félix de Mérode, die volksvertegenwoordiger in het arrondissement Brussel wordt. |
| Paul Devaux                            | Liberaal  | Brugge        | |
| Isidore Jullien                        | Liberaal  | Brugge        | |
| Charles Coppieters Stochove            | Katholiek | Brugge        | |
| Adolphe Levae                          | Katholiek | Kortrijk      | Vervangt vanaf 19 november 1832 Jean Goethals, die voltijds arrondissementscommissaris van Kortrijk wordt. |
| Felix de Mûelenaere                    | Katholiek | Kortrijk      | |
| Ange Angillis                          | Liberaal  | Kortrijk      | |
| François Donny                         | Liberaal  | Oostende      | Vervangt vanaf 15 november 1832 Jean-Baptiste Serruys (Katholiek), die raadsheer bij het Hof van Cassatie wordt. |
| Pierre Morel-Danheel                   | Katholiek | Diksmuide     | |
| Charles Dubois                         | Liberaal  | Veurne        | Vervangt vanaf 19 november 1832 Joseph Mesdach de ter Kiele (Katholiek), die raadsheer bij het Hof van Beroep wordt. Mesdach verving vanaf 18 oktober 1831 Felix de Mûelenaere, die volksvertegenwoordiger voor het arrondissement Kortrijk werd. |
| Charles de Roo                         | Katholiek | Tielt         | |
| Léon de Foere                          | Katholiek | Tielt         | Vervangt vanaf 13 oktober 1831 Ange Angillis (Liberaal), die volksvertegenwoordiger voor de kieskring Kortrijk wordt. |
| Désiré de Haerne                       | Katholiek | Roeselare     | |
| Alexander Rodenbach                    | Katholiek | Roeselare     | |
| Louis de Robiano                       | Katholiek | Ieper         | Vervangt vanaf 14 november 1832 Pierre Van Meenen (Liberaal), die kamervoorzitter van het Hof van Cassatie wordt. Van Meenen verving vanaf 14 oktober 1831 Ange Angillis (Liberaal), die volksvertegenwoordiger voor de kieskring Kortrijk wordt. |
| Louis Vuylsteke                        | Katholiek | Ieper         | |
| Eugène De Smet                         | Katholiek | Aalst         | |
| Jean De Witte                          | Katholiek | Aalst         | |
| Antoine de Meer de Moorsel             | Katholiek | Aalst         | |
| Charles Liedts                         | Liberaal  | Oudenaarde    | Secretaris. |
| Jean Thienpont                         | Katholiek | Oudenaarde    | |
| Hippolyte della Faille d'Huysse        | Katholiek | Oudenaarde    | Secretaris. |
| Robert Helias d'Huddeghem              | Katholiek | Gent          | |
| François Hye-Hoys                      | Katholiek | Gent          | |
| Charles Coppens                        | Liberaal  | Gent          | |
| Ferdinand Speelman-Rooman              | Katholiek | Gent          | Vervangt vanaf 15 november 1832 Henri van Innis, die raadsvoorzitter van het Gentse Hof van Beroep wordt. |
| Léandre Desmaisières                   | Katholiek | Gent          | Vervangt vanaf 15 november 1832 Josse Delehaye (Liberaal), die voltijds procureur des Konings van Gent wordt. |
| Franz Vergauwen                        | Katholiek | Gent          | |
| Albert van Hoobrouck de Fiennes        | Katholiek | Eeklo         | Vervangt vanaf 15 november 1832 Louis Le Bègue, die raadsheer bij het Gentse Hof van Beroep wordt. Le Bègue was secretaris tot 18 juli 1832. |
| Charles Vilain XIIII                   | Katholiek | Sint-Niklaas  | Quaestor tot 7 oktober 1831. |
| Marin Verhagen                         | Katholiek | Sint-Niklaas  | |
| Constantin Rodenbach                   | Katholiek | Sint-Niklaas  | |
| Hippolyte Vilain XIIII                 | Liberaal  | Dendermonde   | |
| François van den Broucke de Terbecq    | Katholiek | Dendermonde   | |
| Jean Pirmez                            | Liberaal  | Charleroi     | |
| Guillaume Dumont                       | Liberaal  | Charleroi     | |
| Philippe de Bousies                    | Liberaal  | Bergen        | Vervangt vanaf 14 november 1832 Charles Taintenier, die raadsheer bij het Hof van Cassatie wordt. Taintenier zelf verving vanaf 10 april 1832 Charles Blargnies, die om gezondheidsredenen ontslag nam.                                           |
| Alexandre Gendebien                    | Liberaal  | Bergen        | |
| Frédéric Corbisier                     | Liberaal  | Bergen        | |
| Auguste Duvivier                       | Liberaal  | Zinnik        | Vervangt vanaf 12 oktober 1831 Alexandre Gendebien, die volksvertegenwoordiger voor het arrondissement Charleroi wordt. |
| Edouard Mary                           | Katholiek | Zinnik        | Vervangt vanaf 12 oktober 1831 Werner de Mérode, die volksvertegenwoordiger voor het arrondissement Leuven wordt. |
| Barthélémy Dumortier                   | Katholiek | Doornik       | Quaestor vanaf 15 november 1832. |
| François Louis Joseph Du Bus           | Katholiek | Doornik       | Ondervoorzitter vanaf 15 november 1832. |
| Albert Goblet d'Alviella               | Liberaal  | Doornik       | |
| Charles Le Hon                         | Liberaal  | Doornik       | |
| Frédéric de Sécus                      | Katholiek | Aat           | Quaestor vanaf 15 november 1832. |
| Alexandre Dugniolle de Mévius          | Katholiek | Aat           | |
| Alexandre de Robaulx                   | Liberaal  | Thuin         | |
| Pierre Poschet                         | Katholiek | Thuin         | |
| Joseph Lebeau                          | Liberaal  | Hoei          | |
| François Dautrebande                   | Liberaal  | Hoei          | |
| Joseph-Stanislas Fleussu               | Liberaal  | Borgworm      | |
| Jean Ghisbert de Leeuw                 | Katholiek | Luik          | Vervangt vanaf 15 november 1832 Etienne de Gerlache, die voorzitter van het Hof van Cassatie wordt. De Gerlache was parlementsvoorzitter tot 18 juli 1832.                                                                                        |
| Jean Raikem                            | Katholiek | Luik          | Parlementsvoorzitter vanaf 15 november 1832. |
| Charles Marcellis                      | Katholiek | Luik          | Vervangt vanaf 28 januari 1833 Louis Jamme (Liberaal), die voltijds burgemeester van Luik wordt. |
| Louis de Laminne                       | Katholiek | Luik          | Vervangt vanaf 28 januari 1833 Mathieu Leclercq (Liberaal), die raadsheer bij het Hof van Cassatie wordt. |
| François Lardinois                     | Liberaal  | Verviers      | |
| Gilles Davignon                        | Liberaal  | Verviers      | |
| Barthélémy de Theux de Meylandt        | Katholiek | Hasselt       | |
| Lambert Raymaeckers                    | Liberaal  | Hasselt       | |
| Etienne de Stenbier de Wideux          | Katholiek | Hasselt       | Vervangt vanaf 22 maart 1833 Alphonse de Woelmont d'Opleeuw (Liberaal), die om beroepsredenen ontslag neemt. De Woelmont verving vanaf 14 oktober 1831 Julien de Cecil (Liberaal), die besliste om niet te zetelen.                               |
| Théodore Olislagers de Sipernau        | Katholiek | Roermond      | |
| Antoine Ernst                          | Liberaal  | Roermond      | Vervangt vanaf 15 november 1832 de overleden Nicolas Gelders. |
| Henri de Brouckère                     | Liberaal  | Roermond      | Secretaris tot 7 oktober 1831. |
| Maximilien de Renesse                  | Liberaal  | Maastricht    | Vervangt vanaf 14 november 1832 Charles Destouvelles, die raadsheer bij het Hof van Cassatie wordt. De Renesse is vanaf 15 november 1832 secretaris, zijn voorganger Destouvelles was ondervoorzitter tot 18 juli 1832.                           |
| Rutger de Tiecken de Terhove           | Liberaal  | Maastricht    | |
| Joseph Laurent Jaminé                  | Liberaal  | Maastricht    | Vervangt vanaf 13 oktober 1831 Félix de Mérode (Katholiek), die volksvertegenwoordiger voor het arrondissement Brussel wordt. |
| François d'Hoffschmidt                 | Liberaal  | Bastenaken    | |
| Jean-Baptiste Nothomb                  | Liberaal  | Aarlen        | |
| Théodore Jacques                       | Liberaal  | Marche        | Secretaris vanaf 7 oktober 1831. |
| Léopold Zoude                          | Liberaal  | Neufchâteau   | Vervangt vanaf 24 oktober 1831 Etienne de Gerlache (Katholiek), die volksvertegenwoordiger voor het arrondissement Luik wordt. |
| Edouard d'Huart                        | Liberaal  | Virton        | |
| Nicolas Berger                         | Liberaal  | Luxemburg     | |
| Nicolas Watlet                         | Liberaal  | Diekirch      | |
| Pierre Dams                            | Liberaal  | Grevenmacher  | |
| Pierre Seron                           | Liberaal  | Philippeville | |
| François Pirson                        | Liberaal  | Dinant        | Vervangt vanaf 13 oktober 1831 Denis François de Garcia de la Véga (Katholiek), wiens verkiezing ongeldig werd verklaard. |
| Isidore Fallon                         | Katholiek | Namen         | Ondervoorzitter vanaf 15 november 1832. |
| Jean-Baptiste Brabant                  | Katholiek | Namen         | |
| Pierre-Charles Desmanet de Biesme      | Liberaal  | Namen         | |